# NPFF
NPFF (англ. Neuropeptide FF-amide peptide precursor) – білок, який кодується однойменним геном, розташованим у людей на короткому плечі 12-ї хромосоми. Довжина поліпептидного ланцюга білка становить 113 амінокислот, а молекулярна маса — 12 440.
| 10         |  | 20         |  | 30         |  | 40         |  | 50         |
| ---------- |  | ---------- |  | ---------- |  | ---------- |  | ---------- |
| MDSRQAAALL |  | VLLLLIDGGC |  | AEGPGGQQED |  | QLSAEEDSEP |  | LPPQDAQTSG |
| SLLHYLLQAM |  | ERPGRSQAFL |  | FQPQRFGRNT |  | QGSWRNEWLS |  | PRAGEGLNSQ |
| FWSLAAPQRF |  | GKK        |  |            |  |            |  |            |

A: Аланін

C: Цистеїн

D: Аспарагінова кислота

E: Глутамінова кислота

F: Фенілаланін

G: Гліцин

H: Гістидин

I: Ізолейцин

K: Лізин

L: Лейцин

M: Метіонін

N: Аспарагін

P: Пролін

Q: Глутамін

R: Аргінін

S: Серин

T: Треонін

V: Валін

W: Триптофан

Задіяний у такому біологічному процесі, як альтернативний сплайсинг. 
Секретований назовні.